# Valkenbos (schip, 1720)
De Valkenbos was een schip van de Vereenigde Oostindische Compagnie uit de 18e eeuw dat werd gebouwd in opdracht van de Kamer van Rotterdam.
Op 8 maart 1719 werd tijdens de voorjaarsvergadering van de Heren XVII besloten om zeven schepen te bouwen. Op diezelfde vergadering kregen de schepen ook hun naam: de Bleijenburg, Midloo, Ravenstein, Nieuwvliet, Goudriaan, Valkenbos en de Magdalena.
Het schip werd in 1719 gebouwd op de VOC-werf in Rotterdam en had een lengte van 145 voet en een laadvermogen van 800 ton.

## Reisgegevens
Op 25 april 1720 maakte het schip zijn eerste reis onder schipper Jacob Brouwer, van Goeree via Kaap de Goede Hoop naar Batavia waar het op 21 januari 1721 arriveerde en reisde vervolgens verder naar Deshima. Op 19 november 1721 probeerden de schepen te vertrekken van Deshima maar moesten vanwege de tegenwind het anker laten vallen. Op 23 november vertrok het schip met oud-opperhoofd Roelof Diodati aan boord naar Batavia waar het op 7 januari 1722 aankwam.
Op 19 juni vertrok het schip opnieuw naar Deshima met aan boord het nieuwe opperhoofd Joannes van Baten maar tussen 14 augustus en 18 augustus 1722 verging het schip met man en muis in een hevige storm nabij Quelpart. Omdat ook Joannes van Baten omkwam moest opperhoofd Hendrik Durven langer in Japan blijven.
Aagtekerke · Akerendam · Amsterdam · Arnhem · Batavia · Bleijenburg · Concordia · De Dry Heuvels · De Dry Papegaijtiens · Dromedaris · Duyfken · Eendracht · Eendraght · Fortuyn · Geldermalsen · Gouden Buys · Goudriaan · 't Gulden Zeepaert · Halve Maen · Hof van Zeelandt · Hollandia · Landskroon · Leeuwin · Magdalena · Mauritius · Meermin · Midloo · Negotie · Nieuw Hoorn · Nieuwvliet · Nijenburg · Oude Zijpe (1711) · Oude Zijpe (1740) · Prins Willem · Rarop · Ravenstein · Ridderschap van Holland · Saerdam · Schiedam · Valkenbos · Vergulde Draeck · 't Vliegend Hert · Voetboog · Wapen van Amsterdam · 't Wapen van Hoorn · Westerbeek · Wimmenum · Zuytdorp · Zeewijk